# راف‌کات
راف‌کات دومین مرحله از سه مرحله ویرایش آفلاین در فیلم‌سازی است. این اصطلاح از روزهای اولیه فیلم‌سازی سرچشمه می‌گیرد، زمانی که فیلم آپارات به صورت فیزیکی بریده می‌شد و دوباره جمع می‌شد، اما هنوز برای توصیف پروژه‌هایی که به صورت دیجیتالی ضبط و ویرایش می‌شوند استفاده می‌شود.
راف‌کات اولین مرحله‌ای است که در آن فیلم شروع به شبیه شدن به محصول نهایی خود می‌کند. راف‌کات‌ها به عنوان یک فیلم معمولی قابل تشخیص هستند، اما ممکن است خطاها یا نقص‌های قابل توجهی داشته باشند، ممکن است جریان روایی مطلوب را از صحنه به صحنه نداشته باشند، ممکن است فاقد موسیقی متن، جلوه‌های صوتی یا جلوه‌های بصری باشند، و هنوز هم قبل از اکران فیلم دچار تغییرات قابل توجه زیادی شوند.